# Lusby, Maryland
Lusby, Maryland (енгл. Lusby) насељено је место без административног статуса у америчкој савезној држави Мериленд.

## Демографија
По попису из 2010. године број становника је 1.835, што је 169 (10,1%) становника више него 2000. године.
| Група             | 2000.         | 2010.         |
| Белци             | 1.170 (70,2%) | 1.270 (69,2%) |
| Афроамериканци    | 412 (24,7%)   | 451 (24,6%)   |
| Азијати           | 11 (0,7%)     | 14 (0,8%)     |
| Хиспаноамериканци | 46 (2,8%)     | 55 (3,0%)     |
| Укупно            | 1.666         | 1.835         |